# Salto con gli sci ai XXIII Giochi olimpici invernali - Trampolino normale maschile
Le gare di salto con gli sci ai XXIII Giochi olimpici invernali – Trampolino normale maschile di Pyeongchang in Corea del Sud si svolge il 10 febbraio 2018 nelle stazione sciistica di Alpensia.

## Risultati

### Qualificazioni
QF — Qualificato per la finale
| Posizione | Bib | Atleta                   | Nazione                      | Distanza (m) | Punti distanza | Punti giuria | Totale | Note |
| --------- | --- | ------------------------ | ---------------------------- | ------------ | -------------- | ------------ | ------ | ---- |
| 1         | 55  | Andreas Wellinger        | Germania                     | 103,0        | 70,0           | 57,0         | 133,5  | Q    |
| 2         | 57  | Kamil Stoch              | Polonia                      | 104,0        | 72,0           | 56,0         | 131,7  | Q    |
| 3         | 49  | Dawid Kubacki            | Polonia                      | 104,5        | 73,0           | 53,5         | 129,6  | Q    |
| 4         | 56  | Richard Freitag          | Germania                     | 102,0        | 68,0           | 56,0         | 129,1  | Q    |
| 5         | 51  | Stefan Kraft             | Austria                      | 102,5        | 69,0           | 55,5         | 128,6  | Q    |
| 6         | 48  | Markus Eisenbichler      | Germania                     | 102,5        | 69,0           | 54,5         | 127,7  | Q    |
| 7         | 44  | Karl Geiger              | Germania                     | 102,0        | 68,0           | 54,5         | 125,5  | Q    |
| 8         | 54  | Daniel-André Tande       | Norvegia                     | 100,0        | 64,0           | 54,0         | 123,0  | Q    |
| 9         | 46  | Stefan Hula              | Polonia                      | 100,5        | 65,0           | 54,0         | 122,7  | Q    |
| 10        | 42  | Simon Ammann             | Svizzera                     | 102,0        | 68,0           | 52,5         | 122,3  | Q    |
| 11        | 41  | Maciej Kot               | Polonia                      | 99,0         | 62,0           | 54,0         | 122,0  | Q    |
| 12        | 22  | Evgenij Klimov           | Atleti Olimpici dalla Russia | 102,0        | 68,0           | 52,5         | 121,4  | Q    |
| 13        | 53  | Johann André Forfang     | Norvegia                     | 100,0        | 64,0           | 54,0         | 121,1  | Q    |
| 14        | 43  | Peter Prevc              | Slovenia                     | 99,0         | 62,0           | 54,5         | 120,2  | Q    |
| 15        | 47  | Andreas Stjernen         | Norvegia                     | 100,0        | 64,0           | 53,0         | 119,3  | Q    |
| 16        | 45  | Jernej Damjan            | Slovenia                     | 99,5         | 63,0           | 54,0         | 118,9  | Q    |
| 17        | 21  | Vladimir Zografski       | Bulgaria                     | 98,5         | 61,0           | 54,0         | 118,8  | Q    |
| 18        | 50  | Junshirō Kobayashi       | Giappone                     | 101,0        | 66,0           | 50,0         | 118,4  | Q    |
| 19        | 52  | Robert Johansson         | Norvegia                     | 98,0         | 60,0           | 53,0         | 118,3  | Q    |
| 20        | 37  | Noriaki Kasai            | Giappone                     | 98,0         | 60,0           | 54,0         | 117,7  | Q    |
| 21        | 35  | Ryōyū Kobayashi          | Giappone                     | 98,0         | 60,0           | 52,5         | 115,3  | Q    |
| 22        | 40  | Tilen Bartol             | Slovenia                     | 97,0         | 58,0           | 52,5         | 115,1  | Q    |
| 23        | 26  | MacKenzie Boyd-Clowes    | Canada                       | 98,0         | 60,0           | 53,0         | 114,6  | Q    |
| 24        | 28  | Roman Koudelka           | Rep. Ceca                    | 97,5         | 59,0           | 52,5         | 114,5  | Q    |
| 25        | 30  | Kevin Bickner            | Stati Uniti                  | 98,0         | 60,0           | 51,5         | 114,0  | Q    |
| 26        | 39  | Michael Hayböck          | Austria                      | 97,0         | 58,0           | 52,5         | 112,4  | Q    |
| 27        | 38  | Manuel Fettner           | Austria                      | 95,0         | 54,0           | 52,5         | 109,4  | Q    |
| 28        | 31  | Denis Kornilov           | Atleti Olimpici dalla Russia | 94,5         | 53,0           | 51,0         | 107,2  | Q    |
| 29        | 36  | Timi Zajc                | Slovenia                     | 94,0         | 52,0           | 51,5         | 107,1  | Q    |
| 30        | 18  | Jonathan Learoyd         | Francia                      | 94,5         | 53,0           | 51,5         | 106,7  | Q    |
| 31        | 25  | Daiki Itō                | Giappone                     | 93,5         | 51,0           | 50,5         | 106,0  | Q    |
| 32        | 33  | Gregor Schlierenzauer    | Austria                      | 91,5         | 47,0           | 51,0         | 104,0  | Q    |
| 33        | 24  | Alex Insam               | Italia                       | 94,0         | 52,0           | 51,0         | 101,9  | Q    |
| 34        | 6   | Aleksej Romašov          | Atleti Olimpici dalla Russia | 90,0         | 44,0           | 50,0         | 98,5   | Q    |
| 35        | 14  | Andreas Alamommo         | Finlandia                    | 90,0         | 44,0           | 51,0         | 98,3   | Q    |
| 36        | 17  | Sebastian Colloredo      | Italia                       | 91,0         | 46,0           | 51,0         | 97,9   | Q    |
| 37        | 12  | Davide Bresadola         | Italia                       | 88,0         | 40,0           | 49,5         | 95,8   | Q    |
| 37        | 10  | Janne Ahonen             | Finlandia                    | 89,0         | 42,0           | 49,5         | 95,8   | Q    |
| 39        | 1   | Choi Se-ou               | Corea del Sud                | 89,0         | 42,0           | 49,5         | 94,7   | Q    |
| 40        | 9   | Michael Glasder          | Stati Uniti                  | 91,5         | 47,0           | 51,0         | 94,6   | Q    |
| 41        | 8   | Michail Nazarov          | Atleti Olimpici dalla Russia | 88,5         | 41,0           | 47,5         | 93,7   | Q    |
| 42        | 29  | Antti Aalto              | Finlandia                    | 87,5         | 39,0           | 47,0         | 93,6   | Q    |
| 43        | 34  | Gregor Deschwanden       | Svizzera                     | 89,5         | 43,0           | 49,0         | 92,3   | Q    |
| 44        | 20  | Vincent Descombes Sevoie | Francia                      | 86,5         | 37,0           | 49,5         | 92,1   | Q    |
| 45        | 27  | William Rhoads           | Stati Uniti                  | 88,5         | 41,0           | 49,5         | 91,9   | Q    |
| 46        | 16  | Casey Larson             | Stati Uniti                  | 88,0         | 40,0           | 48,5         | 90,9   | Q    |
| 47        | 3   | Viktor Polášek           | Rep. Ceca                    | 88,0         | 40,0           | 47,5         | 90,1   | Q    |
| 48        | 5   | Martti Nõmme             | Estonia                      | 87,0         | 38,0           | 48,0         | 88,2   | Q    |
| 49        | 2   | Federico Cecon           | Italia                       | 86,0         | 36,0           | 47,5         | 87,9   | Q    |
| 50        | 23  | Eetu Nousiainen          | Finlandia                    | 87,0         | 38,0           | 49,5         | 85,5   | Q    |
| 51        | 13  | Sergej Tkačenko          | Kazakistan                   | 84,0         | 32,0           | 48,0         | 83,7   |      |
| 52        | 15  | Kim Hyun-ki              | Corea del Sud                | 84,0         | 32,0           | 46,0         | 83,1   |      |
| 53        | 19  | Vojtěch Štursa           | Rep. Ceca                    | 83,5         | 31,0           | 47,5         | 81,5   |      |
| 54        | 32  | Čestmír Kožíšek          | Rep. Ceca                    | 81,0         | 26,0           | 47,0         | 80,6   |      |
| 55        | 11  | Artti Aigro              | Estonia                      | 81,5         | 27,0           | 47,5         | 80,0   |      |
| 56        | 7   | Kevin Maltsev            | Estonia                      | 79,0         | 22,0           | 43,5         | 74,2   |      |
| 57        | 4   | Fatih Arda İpcioğlu      | Turchia                      | 79,0         | 22,0           | 45,5         | 68,2   |      |

### Finale
|           |     |                          |                              | Primo salto  | Primo salto | Primo salto | Secondo salto   | Secondo salto   | Secondo salto   | Totale          |
| Posizione | Bib | Atleta                   | Nazione                      | Distanza (m) | Punti       | Posizione   | Distanza (m)    | Punti           | Posizione       | Punti           |
| --------- | --- | ------------------------ | ---------------------------- | ------------ | ----------- | ----------- | --------------- | --------------- | --------------- | --------------- |
| Oro       | 48  | Andreas Wellinger        | Germania                     | 104,5        | 124,9       | 5           | 113,5           | 134,4           | 1               | 259,1           |
| Argento   | 46  | Johann André Forfang     | Norvegia                     | 106,0        | 125,9       | 2           | 109,5           | 125,0           | 4               | 250,9           |
| Bronzo    | 45  | Robert Johansson         | Norvegia                     | 100,5        | 119,9       | 10          | 113,5           | 129,8           | 2               | 249,7           |
| 4         | 50  | Kamil Stoch              | Polonia                      | 106,5        | 125,9       | 2           | 105,5           | 123,4           | 6               | 249,3           |
| 5         | 39  | Stefan Hula              | Polonia                      | 111,0        | 131,8       | 1           | 105,5           | 117,0           | 11              | 248,8           |
| 6         | 47  | Daniel-André Tande       | Norvegia                     | 103,5        | 118,7       | 13          | 111,5           | 123,6           | 5               | 242,3           |
| 7         | 28  | Ryōyū Kobayashi          | Giappone                     | 108,0        | 120,2       | 9           | 108,0           | 120,6           | 7               | 240,8           |
| 8         | 41  | Markus Eisenbichler      | Germania                     | 106,0        | 121,6       | 7           | 106,5           | 118,6           | 9               | 240,2           |
| 9         | 49  | Richard Freitag          | Germania                     | 106,0        | 125,5       | 4           | 102,5           | 114,5           | 13              | 240,0           |
| 10        | 37  | Karl Geiger              | Germania                     | 103,5        | 120,3       | 8           | 105,0           | 116,4           | 12              | 236,7           |
| 11        | 35  | Simon Ammann             | Svizzera                     | 105,0        | 119,4       | 11          | 104,5           | 117,2           | 10              | 236,6           |
| 12        | 36  | Peter Prevc              | Slovenia                     | 98,5         | 106,2       | 24          | 113,0           | 128,1           | 3               | 234,3           |
| 13        | 44  | Stefan Kraft             | Austria                      | 103,5        | 122,8       | 6           | 103,0           | 110,8           | 16              | 233,6           |
| 14        | 15  | Vladimir Zografski       | Bulgaria                     | 101,5        | 106,8       | 23          | 108,5           | 119,7           | 8               | 226,5           |
| 15        | 40  | Andreas Stjernen         | Norvegia                     | 104,0        | 114,5       | 15          | 103,5           | 111,3           | 15              | 225,8           |
| 16        | 33  | Tilen Bartol             | Slovenia                     | 106,0        | 119,0       | 12          | 102,0           | 101,8           | 23              | 220,8           |
| 17        | 32  | Michael Hayböck          | Austria                      | 99,5         | 109,2       | 21          | 103,0           | 110,5           | 17              | 219,7           |
| 18        | 24  | Kevin Bickner            | Stati Uniti                  | 109,0        | 117,2       | 14          | 98,5            | 100,2           | 24              | 217,4           |
| 19        | 34  | Maciej Kot               | Polonia                      | 99,0         | 109,6       | 20          | 102,0           | 107,4           | 18              | 217,0           |
| 20        | 19  | Daiki Itō                | Giappone                     | 103,0        | 110,3       | 19          | 102,0           | 104,4           | 20              | 214,7           |
| 21        | 30  | Noriaki Kasai            | Giappone                     | 104,5        | 113,9       | 16          | 99,0            | 99,4            | 26              | 213,3           |
| 22        | 26  | Gregor Schlierenzauer    | Austria                      | 102,5        | 108,6       | 22          | 99,5            | 103,6           | 22              | 212,2           |
| 23        | 31  | Manuel Fettner           | Austria                      | 96,5         | 99,5        | 29          | 105,5           | 112,2           | 14              | 211,7           |
| 24        | 25  | Denis Kornilov           | Atleti Olimpici dalla Russia | 107,5        | 113,9       | 16          | 96,5            | 95,7            | 28              | 209,6           |
| 25        | 22  | Roman Koudelka           | Rep. Ceca                    | 98,0         | 103,5       | 26          | 103,0           | 105,7           | 19              | 209,2           |
| 26        | 20  | MacKenzie Boyd-Clowes    | Canada                       | 103,5        | 111,1       | 18          | 98,5            | 97,0            | 27              | 208,1           |
| 27        | 13  | Jonathan Learoyd         | Francia                      | 98,5         | 104,1       | 25          | 100,5           | 103,8           | 21              | 207,9           |
| 28        | 39  | Jernej Damjan            | Slovenia                     | 97,0         | 101,1       | 27          | 95,5            | 100,2           | 24              | 201,3           |
| 29        | 27  | Gregor Deschwanden       | Svizzera                     | 99,5         | 100,1       | 28          | 91,5            | 85,2            | 29              | 185,3           |
| 30        | 16  | Evgenij Klimov           | Atleti Olimpici dalla Russia | 94,5         | 99,0        | 30          | 81,5            | 69,2            | 30              | 168,2           |
| 31        | 43  | Junshirō Kobayashi       | Giappone                     | 93,0         | 98,8        | 31          | Non qualificato | Non qualificato | Non qualificato | Non qualificato |
| 32        | 7   | Michael Glasder          | Stati Uniti                  | 98,5         | 98,7        | 32          | Non qualificato | Non qualificato | Non qualificato | Non qualificato |
| 33        | 29  | Timi Zajc                | Slovenia                     | 97,0         | 98,6        | 33          | Non qualificato | Non qualificato | Non qualificato | Non qualificato |
| 34        | 6   | Michail Nazarov          | Atleti Olimpici dalla Russia | 94,5         | 92,1        | 34          | Non qualificato | Non qualificato | Non qualificato | Non qualificato |
| 35        | 42  | Dawid Kubacki            | Polonia                      | 88,0         | 92,0        | 35          | Non qualificato | Non qualificato | Non qualificato | Non qualificato |
| 35        | 9   | Davide Bresadola         | Italia                       | 95,0         | 92,0        | 35          | Non qualificato | Non qualificato | Non qualificato | Non qualificato |
| 37        | 5   | Aleksej Romašov          | Atleti Olimpici dalla Russia | 94,0         | 91,7        | 37          | Non qualificato | Non qualificato | Non qualificato | Non qualificato |
| 38        | 10  | Andreas Alamommo         | Finlandia                    | 94,0         | 91,3        | 38          | Non qualificato | Non qualificato | Non qualificato | Non qualificato |
| 39        | 11  | Casey Larson             | Stati Uniti                  | 97,0         | 89,4        | 39          | Non qualificato | Non qualificato | Non qualificato | Non qualificato |
| 40        | 8   | Janne Ahonen             | Finlandia                    | 90,5         | 85,1        | 40          | Non qualificato | Non qualificato | Non qualificato | Non qualificato |
| 41        | 1   | Choi Se-ou               | Corea del Sud                | 93,5         | 83,9        | 41          | Non qualificato | Non qualificato | Non qualificato | Non qualificato |
| 42        | 12  | Sebastian Colloredo      | Italia                       | 91,0         | 83,8        | 42          | Non qualificato | Non qualificato | Non qualificato | Non qualificato |
| 43        | 14  | Vincent Descombes Sevoie | Francia                      | 90,0         | 82,4        | 43          | Non qualificato | Non qualificato | Non qualificato | Non qualificato |
| 44        | 3   | Viktor Polášek           | Rep. Ceca                    | 92,0         | 81,9        | 44          | Non qualificato | Non qualificato | Non qualificato | Non qualificato |
| 45        | 18  | Alex Insam               | Italia                       | 84,0         | 76,9        | 45          | Non qualificato | Non qualificato | Non qualificato | Non qualificato |
| 46        | 21  | William Rhoads           | Stati Uniti                  | 87,0         | 75,5        | 46          | Non qualificato | Non qualificato | Non qualificato | Non qualificato |
| 47        | 4   | Martti Nõmme             | Estonia                      | 84,0         | 73,8        | 47          | Non qualificato | Non qualificato | Non qualificato | Non qualificato |
| 48        | 2   | Federico Cecon           | Italia                       | 85,5         | 72,3        | 48          | Non qualificato | Non qualificato | Non qualificato | Non qualificato |
| 49        | 17  | Eetu Nousiainen          | Finlandia                    | 83,0         | 68,0        | 49          | Non qualificato | Non qualificato | Non qualificato | Non qualificato |
| 50        | 23  | Antti Aalto              | Finlandia                    | 80,0         | 60,8        | 50          | Non qualificato | Non qualificato | Non qualificato | Non qualificato |